# Up in the Air (bài hát)
"Up in the Air" là một đĩa đơn do ban nhạc rock người Mỹ Thirty Seconds to Mars thu âm, rút từ album phòng thu thứ tư Love, Lust, Faith and Dreams. Đĩa đơn phát hành vào ngày 19 tháng 3 năm 2013. "Up in the Air" đã được đề cử cho giải Video xuất sắc nhất tại Kerrang!Giải năm 2013.

## Video nhạc
Video được quay tại một tòa nhà sản xuất hàng không vũ trụ lớn, bây giờ không còn tồn tại, tại Los Angeles, California vào ngày 7 đến ngày 09 tháng 2 năm 2013, dưới sự chỉ đạo của ca sĩ Jared Leto. Leto là nhà sản xuất, đạo diễn và là người chỉnh sửa bộ phim ngắn. Emma Ludbrook và Jett Stieger lần lượt là nhà điều hành sản xuất và dây chuyền sản xuất. David Devlin là đạo diễn hình ảnh, trong khi Floyd Albee góp phần thiết kế sản xuất.
Video nhạc chính thức được phát hành trên YouTube vào ngày 19 tháng 4 năm 2013. Trước khi đoạn video âm nhạc bắt đầu, thông điệp cảnh báo rằng nó đã được xác định có khả năng gây ra cơn động kinh cho những người có động kinh cảm quang. Các khía cạnh của tình yêu (amor), ham muốn (страсть), đức tin (信念), và những giấc mơ (Reves) được thể hiện trong suốt video.
Video được đề cử cho video xuất sắc nhất tại Kerrang! Giải thưởng năm 2013. Vào ngày 25 tháng 8 năm 2013 nó đã giành giải thưởng "Video Rock xuất sắc nhất" tại 2013 MTV Video Music Awards.

## Bảng xếp hạng và giải thưởng

### Bảng xếp hạng hàng tuần
| Bảng xếp hạng (2013)                               | Vị trí cao nhất |
| -------------------------------------------------- | --------------- |
| Australian Singles Chart                           | 68              |
| Áo (Ö3 Austria Top 40)                             | 45              |
| Bỉ (Ultratip Flanders)                             | 54              |
| Bỉ (Ultratip Wallonia)                             | 37              |
| Cộng hòa Séc (Rádio Top 100)                       | 51              |
| Pháp (SNEP)                                        | 76              |
| Trường songid là BẮT BUỘC CHO BẢNG XẾP HẠNG ĐỨC    | 47              |
| Ireland (IRMA)                                     | 83              |
| Liban (The Official Lebanese Top 20)               | 7               |
| Liban (The Official Lebanese Top 20 International) | 5               |
| Hà Lan (Single Top 100)                            | 81              |
| Hà Lan (Dutch Top 40)                              | 49              |
| Nga (Russian Music Charts)                         | 4               |
| Scotland (OCC)                                     | 34              |
| Tây Ban Nha (PROMUSICAE)                           | 42              |
| Anh Quốc (OCC)                                     | 45              |
| US Rock Songs (Billboard)                          | 16              |
| US Alternative Songs (Billboard)                   | 3               |
| US Mainstream Rock (Billboard)                     | 29              |
| US Heatseekers Songs (Billboard)                   | 13              |
| US Bubbling Under Hot 100 Singles                  | 7               |

### Giải thưởng
| Năm  | Lễ trao giải            | Hạng mục                             | Kết quả   |
| ---- | ----------------------- | ------------------------------------ | --------- |
| 2013 | Kerrang!Giải            | Best Video                           | Đề cử     |
| 2013 | MTV Video Music Awards  | Best Rock Video                      | Đoạt giải |
| 2013 | MTV Video Music Awards  | Best Art Direction                   | Đề cử     |
| 2013 | MTV Video Music Awards  | Best Cinematography                  | Đề cử     |
| 2013 | MTV Europe Music Awards | Best Video                           | Đề cử     |
| 2013 | Camerimage              | Best Music Video                     | Đề cử     |
| 2013 | Camerimage              | Best Cinematography in a Music Video | Đề cử     |